# 深川栄左衛門 (10代)
10代 深川 栄左衛門（榮左エ門、ふかがわ えいざえもん、1896年（明治29年）10月18日 - 1960年（昭和35年）3月2日）は、大正から昭和期の実業家、政治家。参議院議員（1期）。初名は隆。

## 経歴
佐賀県西松浦郡有田町で9代・深川栄左衛門（与太郎）の四男として生まれる。1920年（大正9年）早稲田大学商科を卒業した。
有田合同運送社長、有田信用無尽社長、香蘭碍子販売社長、香蘭合名会社代表社員、香蘭社社長、西松浦通運社長、佐賀興業銀行取締役、有田陶磁器工業組合連合会理事、佐賀県工芸協会評議員、九州貿易振興会常任委員、佐賀県陶磁器工業協同組合相談役、窯業協会常議員などを務めた。
1947年（昭和22年）4月の第1回参議院議員通常選挙に民主党公認で出馬して当選し、その後、改進党に所属して参議院議員に1期在任した。この間、参議院通商産業委員長などを務めた。
1960年（昭和35年）3月2日死去、63歳。死没日をもって勲四等旭日小綬章追贈、正八位から正五位に叙される。

## 親族
- 母 深川コツル（永野静雄妹）[7]